# Titularerzbistum Patrae
Patrae Veteres (ital.: Patrasso) ist ein Titularerzbistum der römisch-katholischen Kirche.
Es geht zurück auf einen historischen Bischofssitz in der antiken Stadt Patras, der in der Spätantike in der römischen Provinz Peloponnes lag. Von 1205 bis 1429 residierten lateinische Erzbischöfe in der Stadt.
| Titularerzbischöfe von Patrae Veteres |                                         | |                    |                    |
| Nr.                                   | Name                                    | Amt | von                | bis                |
| 1                                     | Giovanni Francesco Guidi di Bagno       | | 3. März 1614       | 24. Juli 1641      |
| 2                                     | Ciriaco Rocci                           | Apostolischer Nuntius in der Schweiz Apostolischer Nuntius in Köln | 29. Mai 1628       | 25. September 1651 |
| 3                                     | Girolamo Farnese                        | | 11. April 1639     | 6. Mai 1658        |
| 4                                     | Ottaviano Carafa                        | | 1660               | 1666               |
| 5                                     | Fabrizio Spada                          | Apostolischer Nuntius in Savoyen Apostolischer Nuntius im Königreich Frankreich                                                                                         | 8. August 1672     | 23. März 1676      |
| 6                                     | Sinibaldo Doria                         | Kurienerzbischof | 18. Dezember 1711  | 21. Mai 1731       |
| 7                                     | Fabrizio Serbelloni                     | Apostolischer Nuntius im Großherzogtum Toskana Apostolischer Nuntius in Köln Apostolischer Nuntius im Königreich Polen Apostolischer Nuntius in der Habsburgermonarchie | 6. August 1731     | 22. Juli 1754      |
| 8                                     | Johann IX. Philipp von Walderdorff      | Koadjutorerzbischof von Trier (Kurtrier) | 16. September 1754 | 18. Januar 1756    |
| 9                                     | Francesco Carafa della Spina di Traetto | Apostolischer Nuntius in der Republik Venedig | 28. Januar 1760    | 26. April 1773     |
| 10                                    | Carlo Crivelli                          | Apostolischer Nuntius im Großherzogtum Toskana | 11. September 1775 | 29. März 1802      |
| 11                                    | Filippo Gallo CM                        | emeritierter Bischof von Bovino (Königreich Italien) | 18. März 1858      | 1891               |
| 12                                    | Giuseppe Maria Costantini               | emeritierter Bischof von Nepi und Sutri (Königreich Italien) | 1. Juni 1891       | 9. Januar 1900     |
| 13                                    | Donato Velluti Zati di S. Clemente      | emeritierter Bischof von Pescia (Königreich Italien) | 15. April 1907     | 11. Dezember 1927  |
| 14                                    | Andrea Giacinto Longhin OFMCap          | emeritierter Bischof von Treviso (Königreich Italien) | 4. Oktober 1928    | 26. Juni 1936      |
| 15                                    | Luigi Fogar                             | emeritierter Bischof von Triest und Capodistria (Königreich Italien) | 30. Oktober 1936   | 26. August 1971    |